# Eleições autárquicas portuguesas de 1976 no distrito do Porto
| Eleições autárquicas portuguesas de 1976 Distritos: Aveiro \| Beja \| Braga \| Bragança \| Castelo Branco \| Coimbra \| Évora \| Faro \| Guarda \| Leiria \| Lisboa \| Portalegre \| Porto \| Santarém \| Setúbal \| Viana do Castelo \| Vila Real \| Viseu \| Açores \| Madeira |

## Resultados por concelho
Os resultados nos concelhos do Distrito do Porto foram os seguintes:

### Amarante
| Partido                 | Partido                                 | Votos  | %               | Vereadores |
| ----------------------- | --------------------------------------- | ------ | --------------- | ---------- |
|                         | Partido Social Democrata                | 7 992  | 43,77 / 100,00  | 4 / 7      |
|                         | Partido Socialista                      | 5 702  | 31,23 / 100,00  | 3 / 7      |
|                         | Centro Democrático Social               | 1 414  | 7,74 / 100,00   | 0 / 7      |
|                         | Frente Eleitoral Povo Unido             | 1 355  | 7,42 / 100,00   | 0 / 7      |
|                         | Grupos Dinamizadores de Unidade Popular | 392    | 2,15 / 100,00   | 0 / 7      |
|                         | Liga Comunista Internacionalista        | 295    | 1,62 / 100,00   | 0 / 7      |
|                         | MRPP                                    | 166    | 0,91 / 100,00   | 0 / 7      |
| Votos Inválidos         | Votos Inválidos                         | 941    | 5,16 / 100,00   |            |
| Total                   | Total                                   | 18 257 | 100,00 / 100,00 | 7 / 7      |
| Eleitorado/Participação | Eleitorado/Participação                 | 29 241 | 62,44 / 100,00  |            |

### Baião
| Partido                 | Partido                     | Votos  | %               | Vereadores |
| ----------------------- | --------------------------- | ------ | --------------- | ---------- |
|                         | Partido Socialista          | 2 474  | 33,04 / 100,00  | 3 / 7      |
|                         | Centro Democrático Social   | 2 053  | 27,42 / 100,00  | 2 / 7      |
|                         | Partido Social Democrata    | 1 706  | 22,79 / 100,00  | 2 / 7      |
|                         | Frente Eleitoral Povo Unido | 570    | 7,61 / 100,00   | 0 / 7      |
| Votos Inválidos         | Votos Inválidos             | 684    | 9,13 / 100,00   |            |
| Total                   | Total                       | 7 487  | 100,00 / 100,00 | 7 / 7      |
| Eleitorado/Participação | Eleitorado/Participação     | 15 536 | 48,19 / 100,00  |            |

### Felgueiras
| Partido                 | Partido                     | Votos  | %               | Vereadores |
| ----------------------- | --------------------------- | ------ | --------------- | ---------- |
|                         | Partido Socialista          | 6 069  | 35,00 / 100,00  | 3 / 7      |
|                         | Partido Social Democrata    | 5 397  | 31,13 / 100,00  | 2 / 7      |
|                         | Centro Democrático Social   | 3 834  | 22,11 / 100,00  | 2 / 7      |
|                         | Frente Eleitoral Povo Unido | 1 192  | 6,88 / 100,00   | 0 / 7      |
| Votos Inválidos         | Votos Inválidos             | 846    | 4,88 / 100,00   |            |
| Total                   | Total                       | 17 338 | 100,00 / 100,00 | 7 / 7      |
| Eleitorado/Participação | Eleitorado/Participação     | 24 475 | 70,84 / 100,00  |            |

### Gondomar
| Partido                 | Partido                                            | Votos  | %               | Vereadores |
| ----------------------- | -------------------------------------------------- | ------ | --------------- | ---------- |
|                         | Partido Socialista                                 | 20 075 | 37,47 / 100,00  | 4 / 9      |
|                         | Partido Social Democrata                           | 12 364 | 23,08 / 100,00  | 2 / 9      |
|                         | Frente Eleitoral Povo Unido                        | 9 965  | 18,60 / 100,00  | 2 / 9      |
|                         | Centro Democrático Social                          | 8 008  | 14,95 / 100,00  | 1 / 9      |
|                         | MRPP                                               | 600    | 1,12 / 100,00   | 0 / 9      |
|                         | Partido Comunista de Portugal (marxista-leninista) | 582    | 1,09 / 100,00   | 0 / 9      |
|                         | Liga Comunista Internacionalista                   | 241    | 0,45 / 100,00   | 0 / 9      |
| Votos Inválidos         | Votos Inválidos                                    | 1 744  | 3,26 / 100,00   |            |
| Total                   | Total                                              | 53 579 | 100,00 / 100,00 | 9 / 9      |
| Eleitorado/Participação | Eleitorado/Participação                            | 75 598 | 70,87 / 100,00  |            |

### Lousada
| Partido                 | Partido                     | Votos  | %               | Vereadores |
| ----------------------- | --------------------------- | ------ | --------------- | ---------- |
|                         | Partido Social Democrata    | 6 208  | 48,22 / 100,00  | 4 / 7      |
|                         | Partido Socialista          | 4 208  | 32,69 / 100,00  | 3 / 7      |
|                         | Centro Democrático Social   | 958    | 7,44 / 100,00   | 0 / 7      |
|                         | Frente Eleitoral Povo Unido | 755    | 5,86 / 100,00   | 0 / 7      |
| Votos Inválidos         | Votos Inválidos             | 744    | 5,78 / 100,00   |            |
| Total                   | Total                       | 12 873 | 100,00 / 100,00 | 7 / 7      |
| Eleitorado/Participação | Eleitorado/Participação     | 19 008 | 67,72 / 100,00  |            |

### Maia
| Partido                 | Partido                                 | Votos  | %               | Vereadores |
| ----------------------- | --------------------------------------- | ------ | --------------- | ---------- |
|                         | Partido Socialista                      | 12 927 | 39,51 / 100,00  | 3 / 7      |
|                         | Partido Social Democrata                | 7 960  | 24,33 / 100,00  | 2 / 7      |
|                         | Centro Democrático Social               | 5 344  | 16,33 / 100,00  | 1 / 7      |
|                         | Frente Eleitoral Povo Unido             | 4 149  | 12,68 / 100,00  | 1 / 7      |
|                         | Grupos Dinamizadores de Unidade Popular | 1 053  | 3,22 / 100,00   | 0 / 7      |
|                         | Liga Comunista Internacionalista        | 209    | 0,64 / 100,00   | 0 / 7      |
| Votos Inválidos         | Votos Inválidos                         | 1 080  | 3,30 / 100,00   |            |
| Total                   | Total                                   | 32 722 | 100,00 / 100,00 | 7 / 7      |
| Eleitorado/Participação | Eleitorado/Participação                 | 46 351 | 70,60 / 100,00  |            |

### Marco de Canaveses
| Partido                 | Partido                     | Votos  | %               | Vereadores |
| ----------------------- | --------------------------- | ------ | --------------- | ---------- |
|                         | Partido Social Democrata    | 6 263  | 40,03 / 100,00  | 3 / 7      |
|                         | Partido Socialista          | 4 773  | 30,50 / 100,00  | 3 / 7      |
|                         | Centro Democrático Social   | 2 732  | 17,46 / 100,00  | 1 / 7      |
|                         | Frente Eleitoral Povo Unido | 1 167  | 7,46 / 100,00   | 0 / 7      |
| Votos Inválidos         | Votos Inválidos             | 712    | 4,55 / 100,00   |            |
| Total                   | Total                       | 15 647 | 100,00 / 100,00 | 7 / 7      |
| Eleitorado/Participação | Eleitorado/Participação     | 24 889 | 62,87 / 100,00  |            |

### Matosinhos
| Partido                 | Partido                                            | Votos  | %               | Vereadores |
| ----------------------- | -------------------------------------------------- | ------ | --------------- | ---------- |
|                         | Partido Socialista                                 | 26 127 | 43,29 / 100,00  | 5 / 9      |
|                         | Partido Social Democrata                           | 13 994 | 23,18 / 100,00  | 2 / 9      |
|                         | Centro Democrático Social                          | 8 543  | 14,15 / 100,00  | 1 / 9      |
|                         | Frente Eleitoral Povo Unido                        | 7 197  | 11,92 / 100,00  | 1 / 9      |
|                         | Grupos Dinamizadores de Unidade Popular            | 1 980  | 3,28 / 100,00   | 0 / 9      |
|                         | Partido Comunista de Portugal (marxista-leninista) | 600    | 0,99 / 100,00   | 0 / 9      |
| Votos Inválidos         | Votos Inválidos                                    | 1 917  | 3,18 / 100,00   |            |
| Total                   | Total                                              | 60 358 | 100,00 / 100,00 | 9 / 9      |
| Eleitorado/Participação | Eleitorado/Participação                            | 83 238 | 72,51 / 100,00  |            |

### Paços de Ferreira
| Partido                 | Partido                     | Votos  | %               | Vereadores |
| ----------------------- | --------------------------- | ------ | --------------- | ---------- |
|                         | Partido Social Democrata    | 4 790  | 34,69 / 100,00  | 3 / 7      |
|                         | Partido Socialista          | 4 028  | 29,17 / 100,00  | 2 / 7      |
|                         | Centro Democrático Social   | 3 264  | 23,64 / 100,00  | 2 / 7      |
|                         | Frente Eleitoral Povo Unido | 1 235  | 8,94 / 100,00   | 0 / 7      |
| Votos Inválidos         | Votos Inválidos             | 491    | 3,56 / 100,00   |            |
| Total                   | Total                       | 13 808 | 100,00 / 100,00 | 7 / 7      |
| Eleitorado/Participação | Eleitorado/Participação     | 20 407 | 67,66 / 100,00  |            |

### Paredes
| Partido                 | Partido                                 | Votos  | %               | Vereadores |
| ----------------------- | --------------------------------------- | ------ | --------------- | ---------- |
|                         | Centro Democrático Social               | 7 352  | 32,50 / 100,00  | 3 / 7      |
|                         | Partido Socialista                      | 6 700  | 29,62 / 100,00  | 2 / 7      |
|                         | Partido Social Democrata                | 5 837  | 25,80 / 100,00  | 2 / 7      |
|                         | Frente Eleitoral Povo Unido             | 1 477  | 6,53 / 100,00   | 0 / 7      |
|                         | Grupos Dinamizadores de Unidade Popular | 354    | 1,56 / 100,00   | 0 / 7      |
| Votos Inválidos         | Votos Inválidos                         | 902    | 3,99 / 100,00   |            |
| Total                   | Total                                   | 22 622 | 100,00 / 100,00 | 7 / 7      |
| Eleitorado/Participação | Eleitorado/Participação                 | 33 003 | 68,55 / 100,00  |            |

### Penafiel
| Partido                 | Partido                     | Votos  | %               | Vereadores |
| ----------------------- | --------------------------- | ------ | --------------- | ---------- |
|                         | Partido Social Democrata    | 7 805  | 32,86 / 100,00  | 3 / 7      |
|                         | Partido Socialista          | 7 426  | 31,26 / 100,00  | 2 / 7      |
|                         | Centro Democrático Social   | 5 188  | 21,84 / 100,00  | 2 / 7      |
|                         | Frente Eleitoral Povo Unido | 1 474  | 6,21 / 100,00   | 0 / 7      |
| Votos Inválidos         | Votos Inválidos             | 1 861  | 7,84 / 100,00   |            |
| Total                   | Total                       | 23 754 | 100,00 / 100,00 | 7 / 7      |
| Eleitorado/Participação | Eleitorado/Participação     | 33 391 | 71,14 / 100,00  |            |

### Porto
| Partido                 | Partido                                            | Votos   | %               | Vereadores |
| ----------------------- | -------------------------------------------------- | ------- | --------------- | ---------- |
|                         | Partido Socialista                                 | 60 460  | 34,65 / 100,00  | 5 / 13     |
|                         | Partido Social Democrata                           | 42 654  | 24,45 / 100,00  | 3 / 13     |
|                         | Centro Democrático Social                          | 34 910  | 20,01 / 100,00  | 3 / 13     |
|                         | Frente Eleitoral Povo Unido                        | 24 025  | 13,77 / 100,00  | 2 / 13     |
|                         | Grupos Dinamizadores de Unidade Popular            | 6 959   | 3,99 / 100,00   | 0 / 13     |
|                         | Partido Comunista de Portugal (marxista-leninista) | 821     | 0,47 / 100,00   | 0 / 13     |
|                         | MRPP                                               | 666     | 0,38 / 100,00   | 0 / 13     |
|                         | Liga Comunista Internacionalista                   | 305     | 0,17 / 100,00   | 0 / 13     |
| Votos Inválidos         | Votos Inválidos                                    | 3 666   | 2,10 / 100,00   |            |
| Total                   | Total                                              | 174 466 | 100,00 / 100,00 | 13 / 13    |
| Eleitorado/Participação | Eleitorado/Participação                            | 237 775 | 73,37 / 100,00  |            |

### Póvoa de Varzim
| Partido                 | Partido                     | Votos  | %               | Vereadores |
| ----------------------- | --------------------------- | ------ | --------------- | ---------- |
|                         | Centro Democrático Social   | 6 556  | 30,43 / 100,00  | 3 / 7      |
|                         | Partido Social Democrata    | 6 253  | 29,02 / 100,00  | 2 / 7      |
|                         | Partido Socialista          | 5 774  | 26,80 / 100,00  | 2 / 7      |
|                         | Frente Eleitoral Povo Unido | 2 158  | 10,02 / 100,00  | 0 / 7      |
| Votos Inválidos         | Votos Inválidos             | 806    | 3,74 / 100,00   |            |
| Total                   | Total                       | 21 547 | 100,00 / 100,00 | 7 / 7      |
| Eleitorado/Participação | Eleitorado/Participação     | 29 058 | 74,15 / 100,00  |            |

### Santo Tirso
| Partido                 | Partido                     | Votos  | %               | Vereadores |
| ----------------------- | --------------------------- | ------ | --------------- | ---------- |
|                         | Partido Socialista          | 13 058 | 33,32 / 100,00  | 3 / 9      |
|                         | Partido Social Democrata    | 11 211 | 28,61 / 100,00  | 3 / 9      |
|                         | Centro Democrático Social   | 9 124  | 23,28 / 100,00  | 2 / 9      |
|                         | Frente Eleitoral Povo Unido | 4 312  | 11,00 / 100,00  | 1 / 9      |
| Votos Inválidos         | Votos Inválidos             | 1 482  | 3,78 / 100,00   |            |
| Total                   | Total                       | 39 187 | 100,00 / 100,00 | 9 / 9      |
| Eleitorado/Participação | Eleitorado/Participação     | 53 518 | 73,22 / 100,00  |            |

### Valongo
| Partido                 | Partido                     | Votos  | %               | Vereadores |
| ----------------------- | --------------------------- | ------ | --------------- | ---------- |
|                         | Partido Socialista          | 9 232  | 40,50 / 100,00  | 3 / 7      |
|                         | Partido Social Democrata    | 6 324  | 27,74 / 100,00  | 2 / 7      |
|                         | Centro Democrático Social   | 3 359  | 14,74 / 100,00  | 1 / 7      |
|                         | Frente Eleitoral Povo Unido | 3 106  | 13,63 / 100,00  | 1 / 7      |
| Votos Inválidos         | Votos Inválidos             | 774    | 3,40 / 100,00   |            |
| Total                   | Total                       | 22 795 | 100,00 / 100,00 | 7 / 7      |
| Eleitorado/Participação | Eleitorado/Participação     | 33 042 | 68,99 / 100,00  |            |

### Vila do Conde
| Partido                 | Partido                     | Votos  | %               | Vereadores |
| ----------------------- | --------------------------- | ------ | --------------- | ---------- |
|                         | Partido Socialista          | 10 660 | 41,17 / 100,00  | 4 / 7      |
|                         | Partido Social Democrata    | 7 103  | 27,43 / 100,00  | 2 / 7      |
|                         | Centro Democrático Social   | 4 660  | 18,00 / 100,00  | 1 / 7      |
|                         | Frente Eleitoral Povo Unido | 2 493  | 9,63 / 100,00   | 0 / 7      |
| Votos Inválidos         | Votos Inválidos             | 978    | 3,78 / 100,00   |            |
| Total                   | Total                       | 25 894 | 100,00 / 100,00 | 7 / 7      |
| Eleitorado/Participação | Eleitorado/Participação     | 35 740 | 72,45 / 100,00  |            |

### Vila Nova de Gaia
| Partido                 | Partido                                            | Votos   | %               | Vereadores |
| ----------------------- | -------------------------------------------------- | ------- | --------------- | ---------- |
|                         | Partido Socialista                                 | 39 410  | 39,21 / 100,00  | 5 / 11     |
|                         | Partido Social Democrata                           | 25 778  | 25,65 / 100,00  | 3 / 11     |
|                         | Centro Democrático Social                          | 16 217  | 16,13 / 100,00  | 2 / 11     |
|                         | Frente Eleitoral Povo Unido                        | 12 022  | 11,96 / 100,00  | 1 / 11     |
|                         | Grupos Dinamizadores de Unidade Popular            | 2 542   | 2,53 / 100,00   | 0 / 11     |
|                         | Partido Comunista de Portugal (marxista-leninista) | 1 101   | 1,10 / 100,00   | 0 / 11     |
|                         | Liga Comunista Internacionalista                   | 430     | 0,43 / 100,00   | 0 / 11     |
| Votos Inválidos         | Votos Inválidos                                    | 3 009   | 2,99 / 100,00   |            |
| Total                   | Total                                              | 100 509 | 100,00 / 100,00 | 11 / 11    |
| Eleitorado/Participação | Eleitorado/Participação                            | 140 119 | 71,73 / 100,00  |            |